# Literatur Südafrikas
Die südafrikanische Literatur ist mit Werken in den elf Landessprachen und verschiedenen weiteren Sprachen und Dialekten vertreten.

Die Karte zeigt Südafrikas Sprachen in den Gebieten, in denen sie aufgrund der ethnischen Verteilung der Bevölkerung vorherrschend sind.

Die westgermanischen Sprachen Afrikaans und Englisch sind die häufigsten Sprachen, daneben werden die afrikanischen Sprachen der Bantu, Nama ('Hottentotten') und Khoisan ('Buschmänner') und anderer Volksgruppen verwendet. Trotz zahlreicher Übersetzungen sind die Werke einer großen Mehrheit der südafrikanischen Schriftsteller nur unzureichend bekannt.

## Geschichte
Die Literatur Südafrikas ist seit der Vorkolonialzeit bekannt, in der sie durch mündliche Volkskunst repräsentiert wurde. Sie umfasst beispielsweise Märchen, Sprichwörter und Sprüche der Zulus, Legenden und Erzählungen der 'Buschmänner' und 'Hottentotten'. In der Zeit der Kolonialisierung entsteht ein Heldenepos.
Ab dem 19. Jahrhundert, gleichzeitig mit der Einführung des Schreibens bei den Einheimischen, erschien in Südafrika schriftliche Literatur. Eines der ersten veröffentlichten Werke war der Sesotho-Roman Chaka (1925) von Thomas Mofolo (1876–1948).
Ende des 19. und in der 1. Hälfte des 20. Jahrhunderts tauchten in der Literatur Südafrikas antikoloniale Themen auf. Dies betrifft sowohl Prosa als auch Poesie. Eine bekannte Autorin dieser Zeit war Olive Schreiner (1855–1920), Verfasserin des ersten großformatigen südafrikanischen Werkes, des Romans The Story of an African Farm, 1883, erschienen unter dem männlichen Pseudonym Ralph Iron, eine Manifestation der viktorianischen Ära. Der bekannte Zulu-Autor R. R. R. Dhlomo verfasste einige romanhafte Biographien über historische Zulu-Persönlichkeiten auf Zulu: über die drei Zulu-Herrscher Dingane (1936), Shaka (1937) und Mpande (1938), Shakas Enkel Cetshwayo (1952) und seinen Urenkel Dinizulu (1968).
Der erste Marxist der indigenen Bevölkerung Südafrikas war der Zulu Albert Nzula (1905–1934),
der erste nicht-weiße Generalsekretär der CPSA.
Nach dem Zweiten Weltkrieg, mit der Etablierung des Apartheidregimes, trat eine Gruppe von Autoren auf, deren Werke gegen die etablierte Ordnung protestierten. Unter ihnen sind Peter Abrahams, Harry Bloom, Alex La Guma und Nadine Gordimer.
In den 1950er Jahren wurde die Lifestyle-Zeitschrift Drum zu einer Brutstätte für politische Satire, Belletristik und Essays und befeuerte die urbane schwarze Kultur.
Im gleichen Zeitraum begann Nadine Gordimer, ihre ersten Geschichten zu veröffentlichen. Ihr vielleicht berühmtester Roman, July's People, erschien 1981 und schildert den Zusammenbruch der Herrschaft der weißen Minderheit. 1991 erhielt Nadine Gordimer als erste südafrikanische Autorin den Nobelpreis für Literatur. J. M. Coetzee erhielt ihn 2003.
Südafrikas erster schwarzer Präsident, Nelson Mandela, veröffentlichte 1995 seine Autobiografie unter dem bezeichnenden Titel Der lange Weg zur Freiheit.

## Zeitgenössische Autoren
Die moderne Literatur Südafrikas wird durch herausragende Autoren des 20. Jahrhunderts repräsentiert, wie Nadine Gordimer (2003 erschien eine neue Erzählsammlung Loot) und J. M. Coetzee (2013 veröffentlichte er den Roman The Childhood of Jesus (Die Kindheit Jesu)), unter anderem auch von Autoren, die nicht nur in Südafrika, sondern auch außerhalb des Landes bekannt sind, wie Antjie Krog, Dalene Matthee oder Wilbur A. Smith.

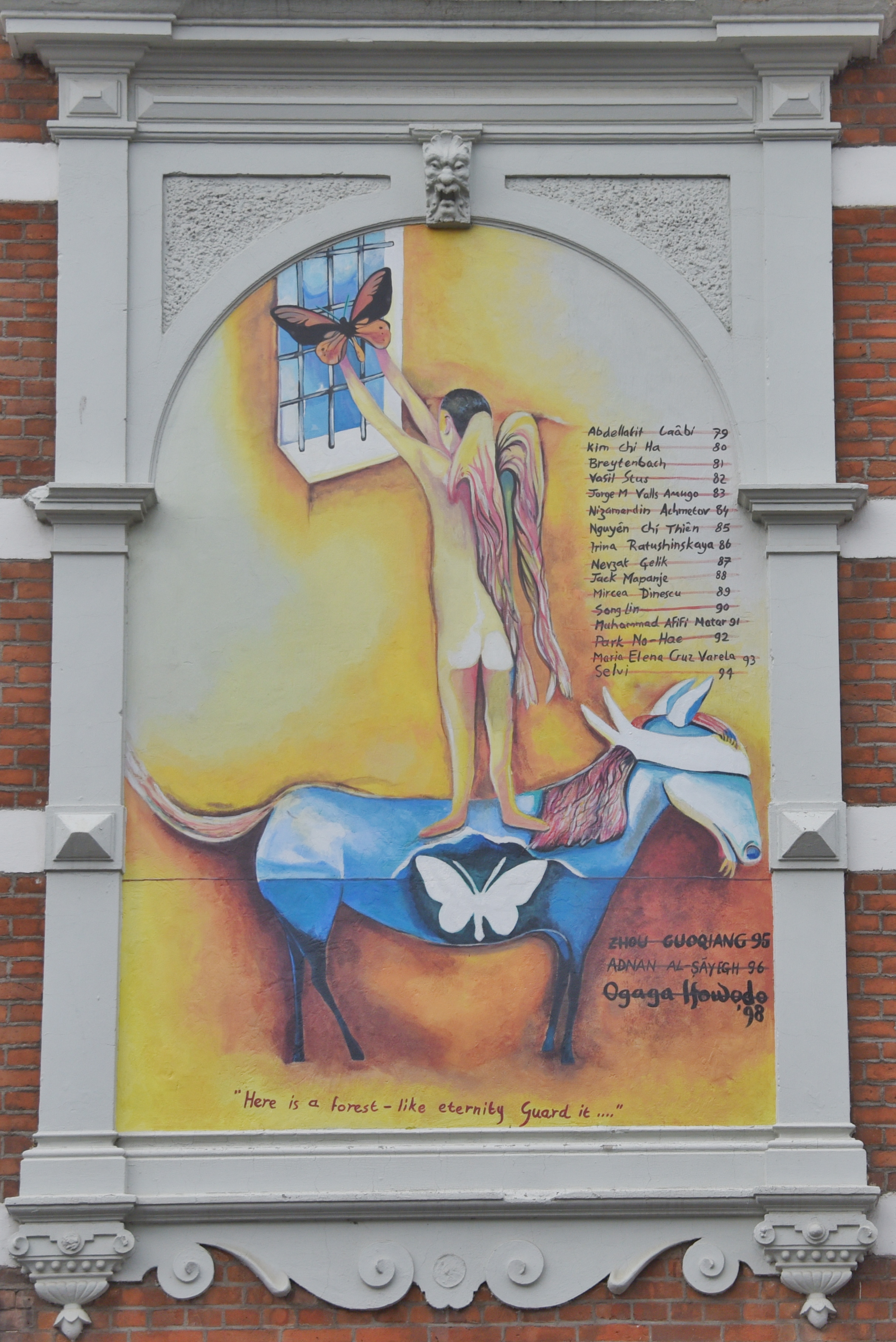
Wandmalerei in der Gaffelstraat in Rotterdam, erinnernd an Schriftsteller, die wegen ihrer Arbeit in Haft waren (darunter Breyten Breytenbach)

Berühmte südafrikanische Dichter sind Breyten Breytenbach und Mongane Wally Serote.
Seit 2006 findet in Kapstadt eine internationale Buchmesse statt, die Buchmesse Kapstadt (Cape Town Book Fair).
In der englischsprachigen African Writers Series (AWS) beispielsweise fanden zahlreiche (übersetzte) Werke südafrikanischer Autoren Aufnahme.

## Cambridge History
Die von David Attwell und Derek Attridge herausgegebene Cambridge History of South African Literature ist ein in neuerer Zeit erstelltes facettenreiches Werk zur südafrikanischen Literatur an dem viele Fachgelehrte mitgewirkt haben. Es ist untergliedert in 6 Teile mit 39 Abschnitten, die die Komplexität des behandelten Gegenstandes auch nur annähernd wiedergeben können:
INHALTSÜBERSICHT

Einführung. David Attwell, Derek Attridge
TEIL I – Oraturen, mündliche Überlieferungen, Ursprünge
1 – ‘The Bushmen's Letters’: ǀXam-Erzählungen der Bleek- und Lloyd-Sammlung und ihre Nachleben. Hedley Twidle
2 – Eine kontextuelle Analyse von Xhosa iimbongi und ihren izibongo. Russell Kaschula
3 – „Ich singe von den Leiden meiner Reisen“: die lifela von Lesotho. Nhlanhla Maake
4 – Lob, Politik, Leistung: von Zulu izibongo bis zu den Zionisten. Mbongiseni Buthelezi
5 – IsiNdebele, siSwati, Nord-Sotho, Tshivenda und Xitsonga mündliche Kultur. Manie Groenewald, Mokgale Makgopa
TEIL II – Erkundung, frühe Moderne und Aufklärung am Kap, 1488–1820
6 – Schatten des Adamastor: das Erbe der Lusíadas. Malvern van Wyk Smith
7 – Im Archiv: Aufzeichnungen der niederländischen Siedlung und des zeitgenössischen Romans. Carli Coetzee
8 – Naturgeschichte des 18. Jahrhunderts, Reiseberichte und südafrikanische Literaturhistoriographie. Ian Glenn
TEIL III – Empire, Widerstand und nationale Anfänge, 1820–1910
9 – Über das Settlement und das Empire schreiben: das Kap nach 1820. Matthew Shum
10 – Die Missionspresse und der Aufstieg des schwarzen Journalismus. Catherine Woeber
11 – Die imperiale Roman. Laura Chrisman
12 – Perspektiven auf den Südafrikanischen Krieg. Elleke Böhmer
13 – Die Anfänge der Afrikaans-Literatur. H. van Coller
TEIL IV – Moderne und transnationale Kultur, 1910–1948
14 – Schwarze Schriftsteller und der historische Roman: 1907–1948. Bhekizizwe Peterson
15 – Die Dertigers und der plaasroman: zwei kurze Perspektiven auf die Afrikaans-Literatur. Gerrit Olivier
16 – Neue afrikanische Moderne und die Neue afrikanische Bewegung. Ntongela Masilela
17 – Gebrochene Modernismen: Roy Campbell, Herbert Dhlomo, N. P. van Wyk Louw. Tony Voss
18 – Die Metropole und die Lokalität: Douglas Blackburn, Pauline Smith, William Plomer, Herman Charles Bosman. Craig Mackenzie
TEIL V – Apartheid und ihre Folgen, 1948 bis heute
19 – Die fabelhaften Fünfziger: Kurzgeschichten auf Englisch. Dorothy Driver
20 – Schreiben im Exil. Tlhalo Raditlhalo
21 – Afrikaans-Literatur, 1948–1976. Hein Willemse
22 – Afrikaans-Literatur nach 1976: Widerstände und Neupositionierungen. Louise Viljoen
23 – Die liberale Tradition in der Fiktion. Peter Blair
24 – Poesie des schwarzen Bewusstseins: Schreiben gegen die Apartheid. Thengani Ngwenya
25 – Volksformen und die Vereinigte Demokratische Front. Peter Horn
26 – Schreiben im Gefängnis. Daniel Roux
27 – Theater: Regulierung, Widerstand und Erholung. Loren Kruger
28 – Das lyrische Gedicht während und nach der Apartheid. Dirk Klopper
29 – Schreiben und Veröffentlichen in afrikanischen Sprachen seit 1948. Christiaan Swanepoel
30 – Schreiben im Interregnum: Literatur und der Untergang der Apartheid. Stephen Clingman
31 – Die Nation neu schreiben. Rita Barnard
32 – Die Stadt nach der Apartheid schreiben. Michael Titlestad
TEIL VI – Südafrikanische Literatur: Kontinuitäten und Kontraste
33 – Südafrika im globalen Imaginären. Andrew van der Vlies
34 – Geständnis und Autobiographie. M. Daymond, Andries Visagie
35 – „Ein Zungenwechsel“: Fragen der Übersetzung. Leon de Kock
36 – Schreibende Frauen. Meg Samuelson
37 – Die experimentelle Linie in der Fiktion. Michael Green
38 – Das Buch in Südafrika. Peter McDonald
39 – Literatur- und Kulturkritik in Südafrika. David Johnson
Index

## Zitat
„Unsere bekannten literaturgeschichtlichen Handbücher versagen hinsichtlich Südafrika fast völlig.“

## Literatur (Auswahl)
- David Attwell, Derek Attridge (Hrsg.): The Cambridge History of South African Literature. Cambridge University Press 2012, ISBN 978-1-316-17513-2. Auszüge bei books.google.de
- Jean Sévry: Littératures d’Afrique du Sud, Paris, Karthala, 2007, ISBN 978-2-84586-836-6
- Christopher Heywood: A History of South African Literature. Cambridge African Collection. Cambridge University Press 2004
- Shane Graham: South African Literature after the Truth Commission: Mapping Loss. Palgrave Macmillan, 2009
- Lesibana Rafapa: “South African Khoisan Literature in the Context of World Literary Discourse”. Athens Journal of Philology – Volume 3, Issue 2 – Pages 83–96
- A. C. Jordan: Towards an African Literature: The Emergence of Literary Form in Xhosa. University of California Press 1973